# Ahmed El Atlassi
Ahmed El Atlassi est un footballeur marocain né le 6 juillet 1984 à Marrakech. Il évolue au poste de milieu de terrain.
Il mesure 1,76 m et pèse 71 kg.
Le 18 août 2012, il s'engage en faveur de la Renaissance de Berkane

## Carrière
- 2006-2007 :  Raja de Casablanca
- 2007-2008 :  Ittihad Khémisset
- 2008-2009 :  Chabab Mohammédia
- 2009-2012 :  Kawkab de Marrakech
- 2012- :  Renaissance de Berkane[2]